# Гюнтерслебен-Вехмар
Гюнтерслебен-Вехмар (нем. Günthersleben-Wechmar) — община в Германии, в земле Тюрингия.
Входит в состав района Гота. Население составляет 3033 человека (на 31 декабря 2010 года). Занимает площадь 26,8 км².
Община подразделяется на 2 сельских округа.

## Фотографии

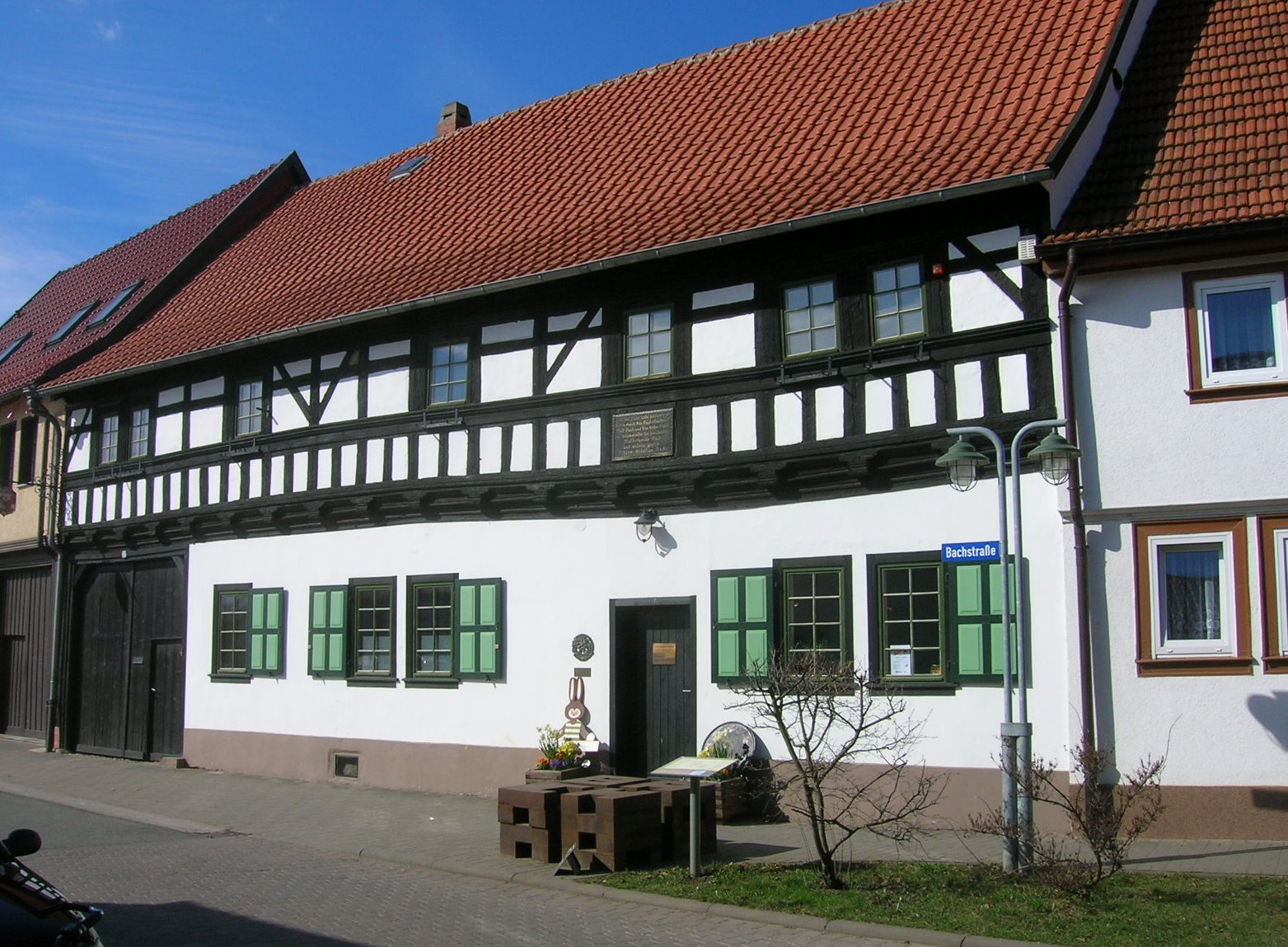
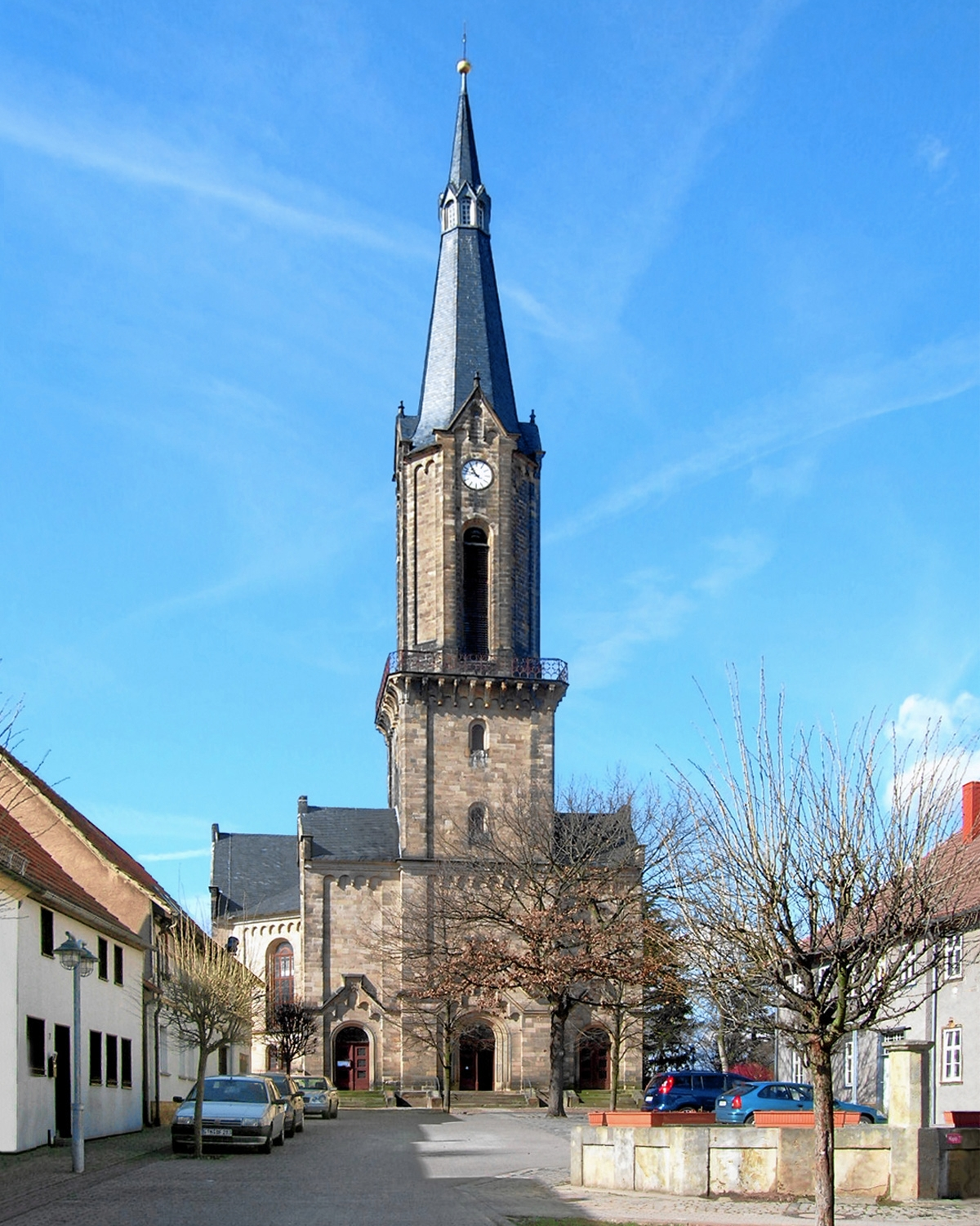
Церковь
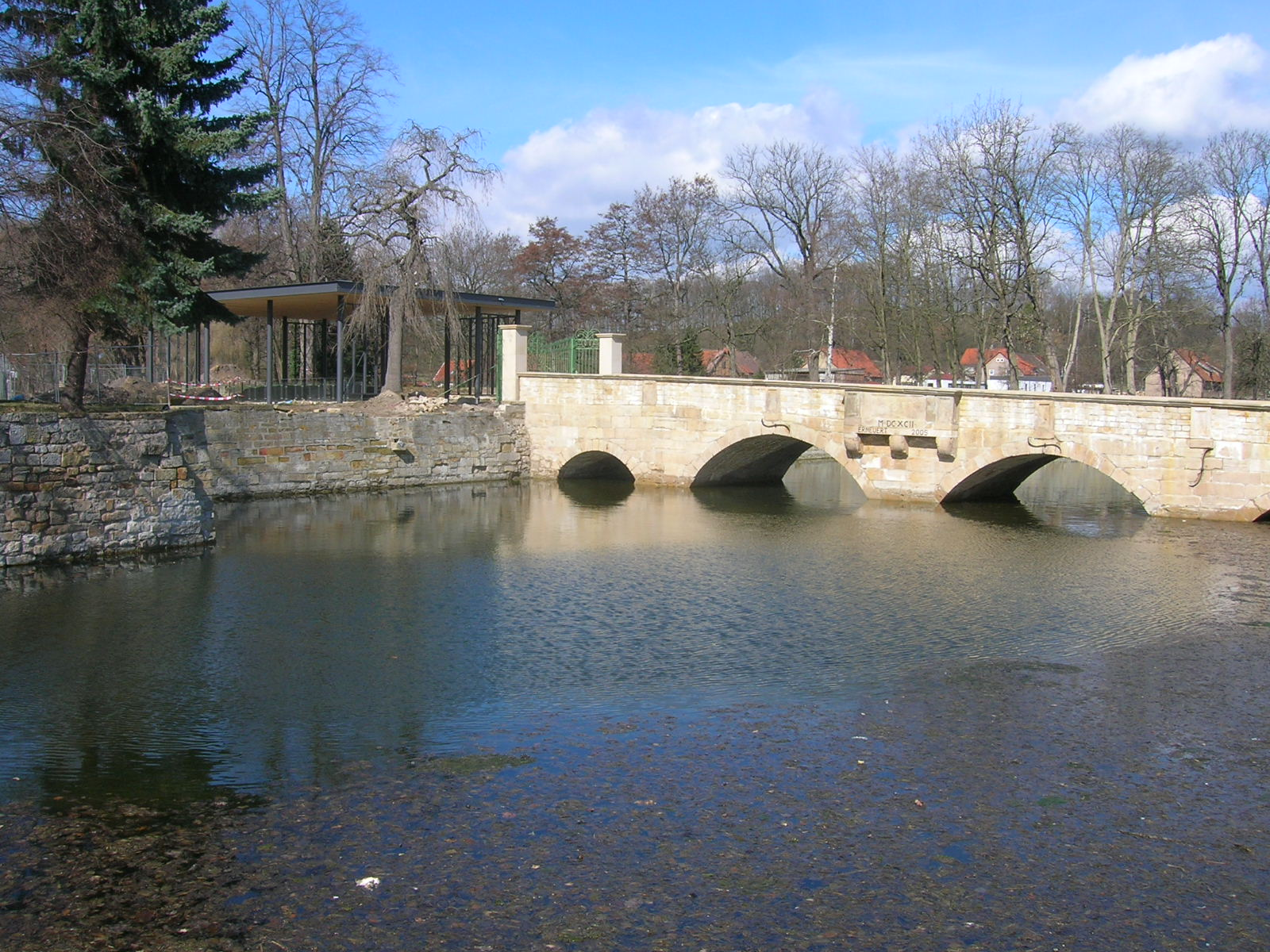